# 피터 오퍼가드

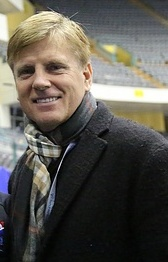

피터 오퍼가드(Peter Oppegard, 1959년 8월 23일 ~ )는 미국의 전직 피겨 스케이팅 선수이다. 파트너 질 왓슨과 함께 1988년 동계 올림픽 페어 스케이팅에서 동메달을 획득했다. 중국계 미국인 피겨 선수였던 미셸 콴의 언니인 카렌 콴이 배우자여서 미셸의 형부이다. 남나리가 싱글에서 페어로 전향했을 때 전담 코치를 맡기도 했으며, 남나리가 부상으로 현역에서 은퇴한 이후에는 그와 함께 코치로 활동했다. 2010년 10월 브라이언 오서와의 관계를 청산한 김연아의 전담 코치로 선임되어 2011년 모스크바 세계 선수권 대회까지 함께하였다.